# Vladimir Vladimirovič Pozner
Vladimir Vladimirovič Pozner, in alcune fonti occidentali anche Vladimir Posner (in russo Владимир Владимирович Познер?; Parigi, 1º aprile 1934), è un giornalista e conduttore televisivo russo e statunitense di origini russo-francesi.

## Biografia

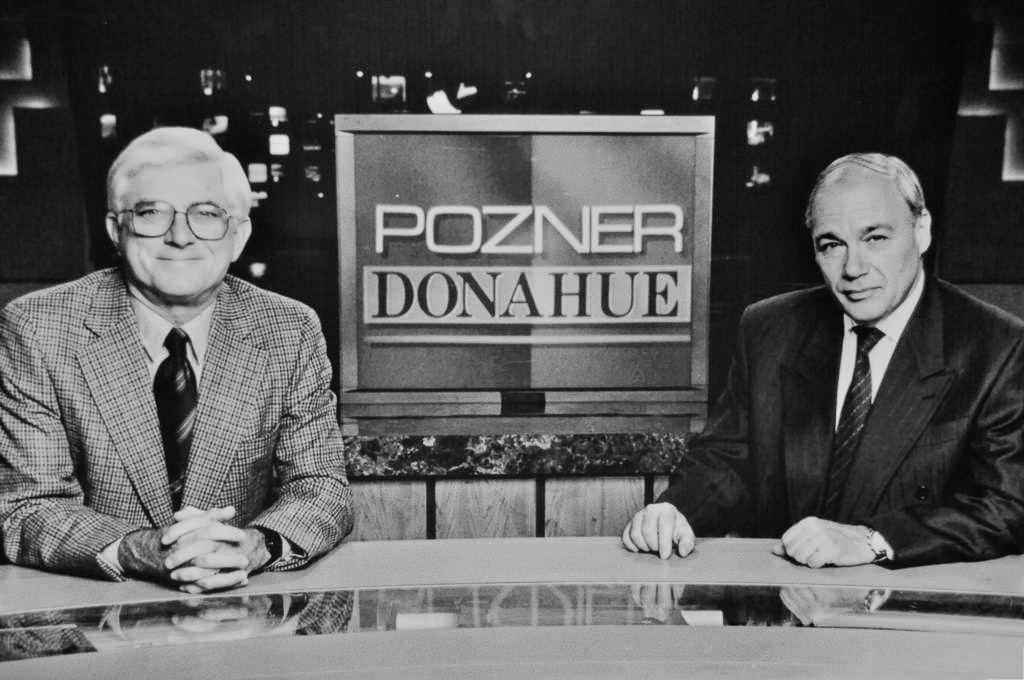
Pozner (a destra) con Phil Donahue nel 1997 durante la trasmissione Pozner-Donahue sul canale CNBC

Nato in Francia, trascorse buona parte dell'infanzia negli Stati Uniti, da cui si trasferì con la famiglia in Unione Sovietica nel 1948. Nel 1958 si laureò in biologia presso l'Università di Mosca. Lavorò poi come traduttore e tra il 1960 e il 1961 fu segretario dello scrittore Samuil Maršak. Nel 1961 iniziò la carriera giornalistica e divenne conduttore di trasmissioni radiofoniche e successivamente televisive in URSS e, negli anni novanta, sia negli Stati Uniti che in Russia. Rientrato definitivamente a Mosca nel 1997, ha continuato a condurre numerosi programmi di approfondimento giornalistico su Pervyj kanal.